# Povo guayabero
Guayabero ou Jiw é um povo indígena da Colômbia originário da bacia do rio Ariari e das margens do rio Guayabero, que vivem atualmente na floresta de galeria e às margens do rio Guaviare (Nawel). São 2.960  pessoas, que falam sua própria língua, da família guahibo.

## Economia
Eram nômades, mas a expropriação de seu território pela colonização e a violência os obrigou a se assentar. Ainda se mobilizam em canoas no rio e em caminhadas de caça e coleta pela floresta, mas a agricultura itinerante é fundamental para sua subsistência, junto com a pesca e o artesanato.
Na suas hortas ou chácaras a principal cultura é a mandioca com a que produzem tapioca e farinha. Também cultivam milho, batata doce, mangará, inhame, abacate, cacau, pupunha, mamão, abacaxi, pimenta chili, abóbora, banana, cana-de-açúcar, arroz, manga, algodão, tabaco e urucu. O homem é o encarregado de derrubar e queimar para preparar a terra e a mulher semeia, cuida e coleta (embora hoje esto último se faça conjuntamente homem e mulher).

## Organização
Embora no passado fossem utilizadas casas multifamiliares ou malocas (tɨhnɨ), atualmente moram em casas unifamiliares retangulares, com cobertura de folha de palmeira, agrupadas em forma oval, com um pequeno quadrado ou "área de trabalho" no centro. Cada comunidade tem um chefe ou "capitão" (pɨklon), porem, são os chefes da família extensa os que desempenham o papel fundamental de liderazgo, conseguem a coesão dos grupos e decidem seu assentamento ou deslocamento.
O casamento preferencial é entre primos cruzados e ocorre em uma idade precoce. A pedido do noivo, os pais conversam e organizam a festa.

## Crenças
Para os Guayaberos, certos heróis legendarios desempenharam um papel fundamental. Kuwei foi o criador que formou a terra. A primeira mulher foi Jumino. Huimit, o sol, era um chefe guaiabero. Nejeim foi o herói cultural que ensinou os Guaiaberos a conhecer seu ambiente e a praticar diversas atividades de subsistência. Com ele e outros ancestrais, eles ainda podem se comunicar nas cerimônias em que a bebida de cipó-mariri (tuipah) é consumida. A casca crua do cipó é mastigada como estimulante; enquanto o angico ou "yopo" (dop) é inalado (tuw) pelos homens, para descobrir o futuro ou o que as outras pessoas estão planejando.